# فيروسوم

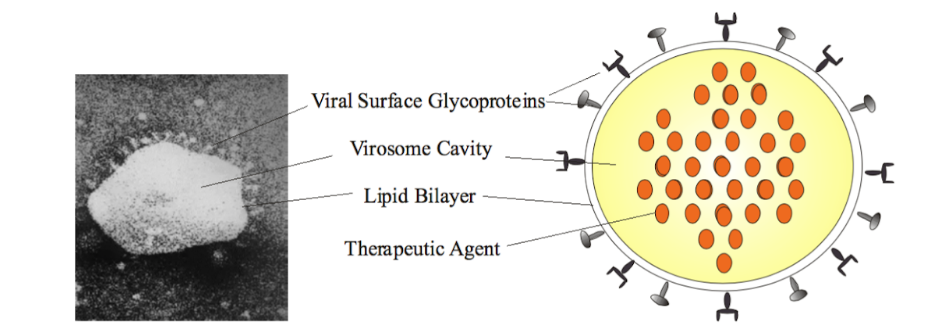

الفيروسوم هو آلية تستخدم لإيصال الدواء أو اللقاح، يتألف من حويصل ذي غشاء فوسفولبيدي أحادي أو ثنائي الطبقة، يحتوي على بروتينات فيروسية تسمح للفيرسومات بالاندماج مع الخلايا الهدف. الفيروسات عوامل ممرضة قادرة على التضاعف ضمن العضوية المضيفة، أما الفيرسومات فهي غير قادرة على التضاعف.
تعتمد الصفات المشتركة بين الفيروسات والفيرسومات على تشابه البنية بيهما، إذ تتشكل الفيروسومات من الغلاف الفيروسي المعدّل بشكل آمن تمامًا، الذي يحتوي غشاء فوسفوليبيدي وبروتينات سكرية، تتوافق الفيرسومات مع بيولوجيا الكائنات الحية المضيفة، وتخضع أيضًا للتحلل الحيوي، يتيح استخدام البروتينات الفيروسية الأصل ضمن بنية الفيروسومات إضافة خصائص مناعية مماثلة لفيروس حي مضعف، لكن بمستوى أمان الفيروس المقتول. تمثل الفيروسات المقتولة نواقل واعدة، فهي لا تسبب الأمراض، وبإمكانها التعرف على مكونات محددة ضمن الخلايا الهدف بفضل بنيتها الفيروسية.

## بنية الفيرسومات
هي مركبات كروية الشكل ذات غشاء فوسفوليبيدي أحادي أو ثنائي الطبقة، يوجد بداخلها تجويف مركزي يحتوي على المركبات العلاجية كالحموض النووية، والبروتينات، والأدوية، يوجد على سطح الفيروسومات أنواع مختلفة من البروتينات السكرية، وهذه الأخيرة عبارة عن بروتين يحتوى على سلسلة قليلة السكاريد مرتبطة مع سلاسل الأحماض الأمينية، يوجد أنماط مختلفة من هذه البروتينات السكرية، تساعد في التعرف على الخلايا الهدف وعلى ارتباط الفيرسوم بها، وبالتالي فهي تزيد من نوعية الفيروسومات تجاه الخلايا الهدف.
تمتلك الفيروسومات المشتقة من فيروسات الإنفلونزا مستضدات، هي الراصات الدموية والنورأمينداز. المستضدات عبارة عن جزئيات تحفز استجابة الجهاز المناعي، وتشكيل الأضداد التي توافق المستضدات بالشكل. تسبب الراصات الدموية تراص الكريات الحمراء مع بعضها، ويعمل النورأمينداز على تحطيم الراوبط الغليكوزيدية. يمكن تعديل حجم الجزئيات السطحية الموجودة على سطح الفيروسوم وبالتالي استهداف أنواع مختلفة من الخلايا.

## استخدامات الفيروسومات
تقوم الفيروسومات بتوصيل المستضدات، والمركبات العلاجية، والأدوية إلى الخلايا الهدف، ويمكن أن تستخدم كعوامل تحفيز للجهاز المناعي، تحفّز الفيروسومات كلًا من الاستجابة المناعية الخلطية والخلوية، وتُحضَر ضمن محاليل معلقة، وتُعطى عن طريق جهاز التنفس، أو عن طريق الفم، أو حقنًا عبر الوريد، أوضمن العضل، ويمكن تطبيقها موضعيًا.

## فيروسومات الإنفلونزا
على عكس الجسيم الشحمي تتكون هذه الفيروسومات من بروتينات الغلاف الفيروسي الوظيفية وهي : الراصة الدموية الخاصة بفيروس الإنفلونزا والنورأمينداز، مدخلان ضمن الغشاء الفوسفولبيدي ثنائي الطبقة، يبلغ متوسط قطرها 150 نانومتر، وهي عبارة عن الغلاف الفيروسي المعدّل، من دون القفيصة النووية والمادة الوراثية للفيروس.
تتميز فيروسومات الأنفلونزا عن غيرها بوجود المستضد الدموي في غلافها، فهو يساهم باستقرار التركيب الهيكلي للفيروسوم، وإضفاء الخصائص المناعية عليه، والتي تختلف بشكل واضح عن الخصائص المناعية لبقية آليات التوصيل الشحمية والبروتينية الشحمية.
أُثبتت ضرورة وجود ارتباط فيزيائي بين الفيروسوم والمستضد، ليكتمل بذلك تأثيره المساعد، يمكن تحقيق هذا الارتباط الفيزيائي بطرق مختلفة بلاعتماد على خصائص المستضد. يمكن ادّخال المسضد إلى الفيروسوم، أو امتصاصه إلى السطح، أو دمجه إلى الغشاء اللبيدي إما عن طريق الممرات الكارهة للماء، أو عن طريق ممرات الجزء الليبدي المتعلقة بالمستضد.
تعتبرالفيروسومات نظامًا ناقلًا ومساعدًا بنفس الوقت، وهو نظام مُبتكر وقابل للتطبيق ضمن مجال واسع من الاستخدامات التي تتجاوز اللقاحات التقليدية، وواحد من ضمن ثلاث أنظمة مساعدة تمت الموافقة عليها عالمياً من قبل السلطات التنظيمية.

## الفوائد والتحديات
يزيد الهيكل المحدد والحجم الصغير للفيروسومات من دقتها في التعرف على الخلايا المستهدفة. يحمي الغشاء الفوسفوليبدي الفيروسوم من حدوث تفاعلات خطيرة وضارة في الجسم، ويضفي عليه خصائص حيوية، كالقدرة على التحلل، والتوافق الحيوي مع أنسجة الجسم.
يشكل التعرّف السريع على البروتينات السكرية الفيروسية، وتفعيل الاستجابة المناعية التحدي الأكبر، ويمكن أن يؤدي إلى نتائج عكسية، على أية حال لا تزال البروتينات السكرية قادرة على الوقاية من الفيروس، مما يساعد في استخدام الفيروسومات كآليات لإيصال اللقاح. يمكن أن يتحلل الفيروسوم عند وجوده ضمن مجرى الدم، ولكن يمكن أن يصل الدواء إلى هدفه في حال تمكن الفيروسوم من الوصول إلى الهدف بالسرعة الكافية. تواجه الفيروسومات بعض التحديات، ولكن هناك طرق عديدة يمكنها من خلالها تحفيز الاستجابة المناعية.